# Ignatiigränd

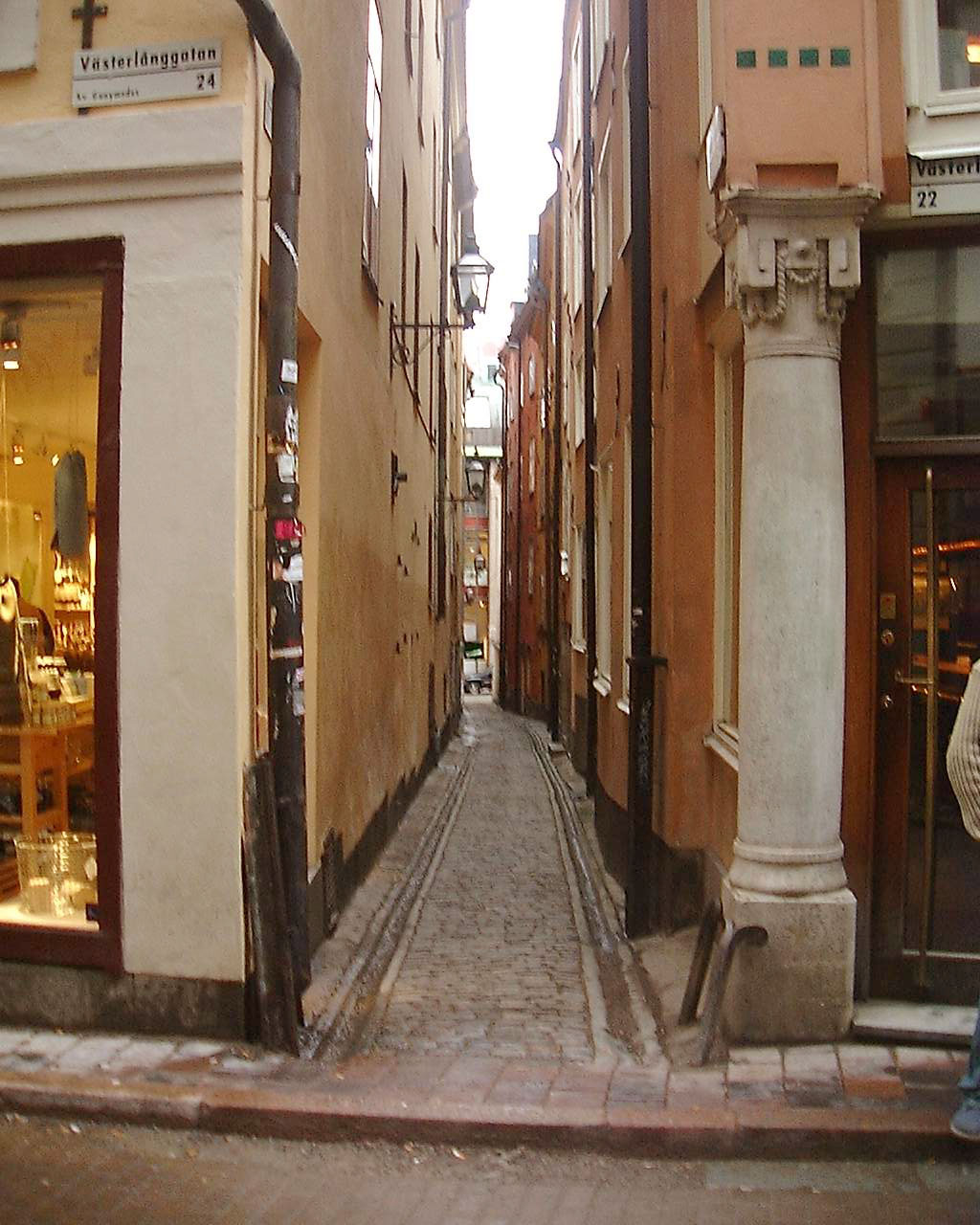
Ignatiigränd sedd från Västerlånggatan, 2007.

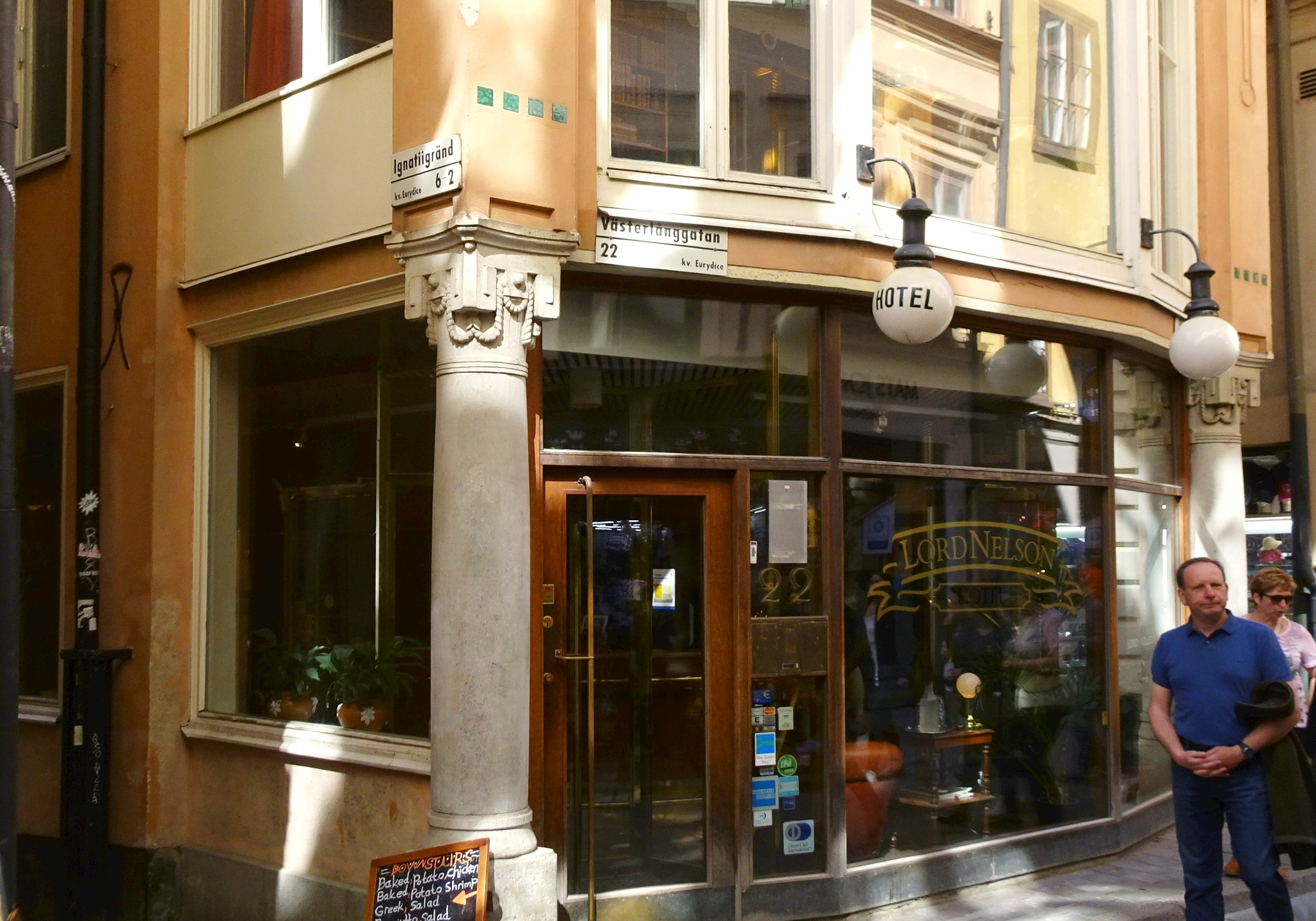
Hotel Lord Nelson, Ignatiigränd / Västerlånggatan.

Ignatiigränd är en gränd i Gamla stan i Stockholm. Den går mellan Västerlånggatan och Stora Nygatan.

## Historik
Gränden är troligen identisk med Matts Mortenssons gränd som omnämns på 1500-talet. På 1660-talet omtalas Mårten klinkas el. Ignatij Grendh. Mårten Klinka eller Klinck var handelsman "med egen skuta" och far till Christina Klinck, som 1613 gifte sig med den från Tyskland invandrade boktryckaren Ignatius Meurer. Det är hans förnamn som ligger till grund för Ignatiigränd. Han ägde fastigheten Västerlånggatan 22 i kvarteret Eurydice som ligger norr om gränden. Huset härrör från 1600-talet och fick sin nuvarande gestaltning i jugend år 1906 av arkitektfirman Ullrich & Hallquisth. Sedan 1974 har Hotel Lord Nelson sin verksamhet här.
Även Staffan Sasses gränd vid Köpmangatan har tidvis kallats Ignatiigränd. Där ägde Ignatius Meurer också en fastighet.

## Webbreferenser
- ”Ingatiigränd”. Runeberg.org. https://runeberg.org/wrangsto/0189.html.
- Överjägare Horst och hans familj, s. 29.
- Hotel Lord Nelsons historia.